# Morne Paul
Morne Paul es una localidad de Santa Lucía que forma parte del distrito de Laborie.